# Coleophora crypsineura
Coleophora crypsineura là một loài bướm đêm thuộc họ Coleophoridae. Nó được tìm thấy ở Úc.